# 小清河
小清河位于中國山东省境内泰沂山北麓，黄河以南，东偏北流，经济南、淄博、滨州、东营、潍坊等五个市（地），于寿光市羊角沟注入渤海，全长216公里，流域面积10336平方公里，是山东的一条内河，也是省内唯一的水陆联运、河联运的河道。航道起点为济南市荷花路跨小清河桥下200米处，途经济南、滨州、淄博、东营、潍坊五市，终点为潍坊港西港区羊口作业区，Ⅲ级限制性航道总长169.2千米。将实现千吨级船舶海河联运，单船运输最大可运送1500吨，船队可运输7000多吨。

## 历史
小清河的前身为古济水下游。济水曾是位于黄河与淮河之间的一条大河，源于河南济源县，横贯今山东中部东流入海，与长江、黄河、淮河并称“四渎”。东汉后，黄河改道，在武陟、修武间，济水注入，经河北、山东两省入海，河南境内已无济水，而山东境内的菏水、汶水等仍沿济水故道汇流入海。唐代，因黄河浸淤，济水仅剩今山东东平以下河段，改称清河（后又称大清河或北清河，据说因水色清澈而得名）。
宋熙宁十年（1077年），黄河在澶州决口，改道从南，于梁山泊分为南北二支，一支合南清河（即古泗水）入淮；一支合北清河入海。黄河挟北清河自东阿至历城一段仍为济水故道，自历城决口脱离故道，折向东北流入济阳，至利津入海。由于地势南高北低，《禹贡锥指》一书说：“济阳入流（大清河新道）日盛，章丘之流（济水故道）日微，故刘豫堰泺水使东以益之”。泺水源于济南趵突诸泉，北流经泺口入大清河，刘豫在统治山东时期，乃筑堰子泺水旧入济处，名下泺堰，使泺水分流，堰南称小清河，北清河改称大清河了。至于刘豫出于何种动机暂且不论，但客观上一是大清河北移以后，广饶至济南之间，盐运不便；二是济水故道年久失修，济南南部，山洪和泉水排泄不畅，必然出现严重的洪涝局面。所以，刘豫开小清河百余里以取代大清河，以下仍沿济水故道，其入海之处，据元人于钦所著《齐乘》一书中：“婉蜒东流约五百里，至马车渎入海”。
清光绪十七年至十八年（1891至1892年），盛宣怀主持全流域大规模治理，济南黄台至羊角沟实现通航，“使济南、青州两府所属沿河八九县永除横溢之祸”“若非天时久雨以及黄河南岸溃决成灾，其余山水随来随泄，不致年年告灾”“使民间粮食、商贾货物出海口到省城一水可达”“北洋军阀祸鲁时期曾设有小清河疏浚工程事宜总局，除编了一本《勘察小清河报告书》外，别无事迹可言。”。光绪三十年（1904年），为补充水源以利通航，在历城西北的玉符河东堤建睦里闸，引玉符河水东流入小清河，使小清河西延至睦里闸，形成现状。民国时期，在小清河修建了边庄、五柳2座船闸。1952年小清河货运量192,832吨，1956年货运量477,606吨。省交通厅设小清河航运局，1959年规划修建6个梯级枢纽船闸工程，1960年缓建。1966年规划柴庄、水牛韩、岔河、石村4座船闸，1967至1970年先后建成。

## 复航
2020年初，小清河复航工程动工，起点自济南市荷花路，终点为潍坊港西港区羊口作业区，流经五个地市，共有五个梯级船闸；复航工程全长169.2km，Ⅲ级航道，包括航道、船闸、桥梁、水利设施、过河管道、过河线缆、航标、维护基地与公共锚地、数字化航道等附属及配套工程，投资超百亿元，建设36座桥梁、4座船闸以及5个港口。2020年年6月28日，小清河寿光段的河道扩挖和疏浚完工，防洪标准从20年一遇提高到了50年一遇。2021年12月9日，小清河复航工程博兴段金家桥船闸主体工程完工，这是清河复航工程四个船闸中第一个完成船闸主体的工程。以前的金家桥船闸非常窄，只能通行小型渔船。重新改建后的金家桥船闸达到了Ⅱ级船闸标准，船闸的主体有效尺度是280米长、34米宽，5米的水深，可以通行2000吨级船舶。
截止2022年10月，航道开挖和管线迁改已基本完成，船闸建设完成80%，桥梁改建完成74%，沿线4个港口码头主体工程已完工，预计年底博兴港以下试通航，2023年上半年全线通航，届时从济南可直接坐船出海。